# Lespesia pumila
Lespesia pumila är en tvåvingeart som först beskrevs av Wulp 1890.  Lespesia pumila ingår i släktet Lespesia och familjen parasitflugor. Inga underarter finns listade i Catalogue of Life.